# Vinnie Moore
Vinnie Moore (* 14. dubna 1964, New Castle, Delaware) je americký kytarista a člen anglické hard rockové skupiny UFO. Spolu s Yngwie Malmsteenem, Tony MacAlpinem a jinými kytaristy, je Vinnie Moore známý jako jeden z nejvlivnějších kytaristů tzv. shredderského boomu v polovině 80. let.
Když Vinnie jako 12letý vzal do rukou svou první kytaru (Kay), opanovalo ho, jak sám říká, kytarové šílenství. Velký vliv na něj, krom jiných kapel, měli Jeff Beck, Beatles, Led Zeppelin, Deep Purple a Queen.
Jako 14letý brával lekce od soukromého učitele, založil vlastní skupinu, ve které hráli převzaté skladby. Po pár letech hraní s různými kapelami se Vinnie rozhodl, že je na čase skončit s covery a začít tvořit vlastní hudbu. Odešel ze skupiny, koupil si 4 stopý magnetofon a začal experimentovat s vlastními nahrávkami, které přeměňoval na skladby.
Po mnoha hodinách skládání Vinnie poslal svou demo nahrávku do časopisu Guitar Player, přes který se dostal do širšího povědomí v rubrice "Spotlight". To vedlo k jeho první profesionální práci v hudební branži. Složil a zahrál skladbu pro reklamu firmy Pepsi (v reklamě je vidět jen ruce v detailním záběru).
V roce 1987 vydala firma Shrapnel jeho debutové album Mind’s Eye. Vinnieho velmi rychle označili za "nejlepšího nováčka" v časopisech Guitar Player, Guitar a Guitar World. Alba se prodalo víc než 100 000 kopií.

## Vybavení
Vinnie Moore vyzkoušel během let mnoho kytar, nakonec si vybral značku MusicMan. V roce 2007 přešel na značku DEAN Guitars. Během zimní National Association of Music Merchants show, v lednu 2008, uvedla firma DEAN na trh kytaru Vinnie MOORE Signature. Jde o DEAN VM-2000 Signature Model, která má jeho "ShredHead" humbucker u kobylky. Vinnie také podepsal smlouvu s firmou ENGL amplification.

## Členové
Členové, kteří spolupracují nebo spolupracovali na Vinnieho sólových albech.".

### Současní členové
- Steve Smith - bicí
- Dave LaRue - basová kytara
- David Rosenthal - klávesy

### Bývalí členové
- Tony MacAlpine - klávesy
- Andy West - basová kytara
- Tommy Aldridge - bicí
- Jordan Rudess - klávesy
- Shane Gaalaas - bicí
- Barry Sparks - basová kytara
- Wayne Findlay - klávesy

## Diskografie

### Sólové projekty
- Mind’s Eye (1986)
- Time Odyssey (1988)
- Meltdown (1991)
- Out of Nowhere (1996)
- The Maze (1999)
- Live! (2000)
- Defying Gravity (2001)
- The Shrapnel Years (2005)
- To the Core (2009)
- Aerial Visions (2015)
- Soul Shifter (2019)

### Se skupinou UFO
- You Are Here (2004)
- Showtime (2005)
- The Monkey Puzzle (2006)

### Videa
- HOT Licks 1 - Advanced Lead Guitar Techniques (1987) - instruktážní video VHS
- HOT Licks 2 - Speed, Accuracy, & Articulation (1989) - instruktážní video VHS
- SHOWTIME 2-CD a 2-DVD set z evropského turné UFO (2005)

### Spolupráce na jiných projektech
- 1985 - Vicious Rumors - Soldiers Of The Night
- 1989 - Guitar's Practicing Musicians - Free
- 1991 - Alice Cooper - Hey Stoopid
- 1994 - A tribute To Deep Purple - „Smoke on the Water“
- 1998 - Sega - "Burning Rangers" Game soundtrack pro videohru 'Saturn'
- 2004 - Jordan Rudess - Rhythm of Time
- 2005 - A Tribute to the Music of Rush
- 2006 - A Tribute to Carlos Santana - skladba „Se A Cabo“